# Dicranota (Paradicranota) pretiosa
Dicranota (Paradicranota) pretiosa is een tweevleugelige uit de familie Pediciidae. De soort komt voor in het Oriëntaals gebied.